# Emil Friedrich I. (Bentheim-Tecklenburg)
Emil Friedrich I. zu Bentheim-Tecklenburg (* 11. Mai 1765 in Rheda; † 17. April 1837 ebenda) war von 1805 bis 1817 Landesherr der Grafschaft Limburg und der Herrschaft Rheda sowie von 1805 bis 1837 Regent von Bentheim-Tecklenburg.
Emil Friedrich wurde 1817 in den erblichen Fürstenstand erhoben.

## Familie
Emil Friedrich I. zu Bentheim-Tecklenburg war das dritte Kind des regierenden Grafen Moritz Kasimir II. (1735–1805) und dessen Ehefrau Gräfin Helene Charlotte Sophie zu Sayn-Wittgenstein-Berleburg (1739–1805).
Emil Friedrich I. zu Bentheim-Tecklenburg heiratete am 26. Mai 1791 Gräfin Luise zu Sayn-Wittgenstein-Hohenstein (1768–1828). Aus der Ehe gingen sieben Kinder hervor:
- Karoline (1792–1876) ⚭ 21. November 1817 Gotthard von der Recke von Volmerstein (1785–1857)
- Therese (1793–1861) ⚭ 12. November 1816 Ottomar von der Recke von Volmerstein (1793–1859), auf Haus Mallinckrodt
- Moritz Kasimir IV. (1795–1872) ⚭ 31. Oktober 1828 Agnes Christine Albertine von Sayn-Wittgenstein (1804–1866)
- Gustav (1796–)
- Maximilian (1797–1847)
- Franz (1800–1885)
- Adolf (1804–1874) ⚭ 7. März 1843 Anna Karoline Luise Adelheid Reuss (1822–1902), Tochter von Heinrich LXVII.[1]

## Leben
Er verzichtete am 15. April 1817 vor dem Hintergrund des zwei Jahre zuvor abgehaltenen Wiener Kongresses auf seine Landeshoheit über die Grafschaft Limburg. Die Grafschaft wurde damit ein Teil von Preußen, der Graf wurde von König Friedrich Wilhelm III. am 20. Juli 1817 in den erblichen Fürstenstand erhoben.
Trotz des Verlustes der Souveränität war das Verhältnis mit der Krone Preußens freundschaftlich und führte in den folgenden Jahrzehnten auch zu etlichen Besuchen von Mitgliedern des preußischen Königshauses in Rheda. Als Missernten nach 1830 zu bitterster Armut in der Landwirtschaft und hohe Einfuhrzölle und das aufziehende Maschinenzeitalter zum wirtschaftlichen Niedergang auch des Weber und Spinnerhandwerks führten, kam es zu Hungersnöten und regelrechten Auswandererwellen. Da neue Erwerbsquellen nicht in Aussicht waren, ließ Fürst Emil Friedrich, der am 29. März 1834 seine hoheitlichen Standesrechte an Preußen abgetreten hatte, in einer Art von Arbeitsbeschaffungsprogramm umfangreiche Aufforstungen durchführen und gegen die Staunässe in seinen Forsten die heute noch erhaltenen Kiefernrabatten anlegen.
Als Standesherr war er 1826 bis 1833 Mitglied im Provinziallandtag der Provinz Westfalen.
Wie sein Vater pflegte Emil Friedrich I. zu Bentheim-Tecklenburg vor allem seine kulturellen Interessen, dazu baut er die Musikbibliothek seines Großvaters und Vaters immer weiter aus. Auf Schloss Rheda unterhielt er ein Hoforchester, ein Hoftheater und einen Marstall.
Auf Emil Friedrich folgte sein Sohn Moritz Kasimir IV. (1795–1872).